# National Film Award/Bester Film in Bengalisch
Die Gewinner des National Film Award der Kategorie Bester Film in Bengalisch (Best Feature Film in Bengali) waren:
| Jahr | Film                   | Regisseur                           | Produzent                                                                  |
| ---- | ---------------------- | ----------------------------------- | -------------------------------------------------------------------------- |
| 1992 | Tahader Katha          | Buddhadeb Dasgupta                  | National Film Development Corporation                                      |
| 1993 | Padma Nadir Majhi      | Gautam Ghose                        |                                                                            |
| 1994 | Amodini                | Chidananda Dasgupta                 | National Film Development Corporation                                      |
| 1995 | Yugant                 | Aparna Sen                          | National Film Development Corporation                                      |
| 1996 | Sanghat                | Pinaki Chaudhuri                    |                                                                            |
| 1999 | Paromitar Ek Din       | Aparna Sen                          |                                                                            |
| 2000 | Dekha                  | Gautam Ghose                        |                                                                            |
| 2001 | Hemanter Pakhi         | Urmi Chakraborty                    | National Film Development Corporation                                      |
| 2002 | Shubho Mahurat         | Rituparno Ghosh                     |                                                                            |
| 2003 | Chokher Bali           | Rituparno Ghosh                     | Shrikant Mohta Mahendra Soni                                               |
| 2004 | Krantikaal             | Sekhar Das                          |                                                                            |
| 2005 | Harbart                | Suman Mukherjee                     | Kajal Bhattacharya Abanti Chakraborty                                      |
| 2006 | Anuranan Podokkhep     | Aniruddha Roy Chowdhury Suman Ghosh | Indrani Mukherjee, Jeet Banerjee und Aniruddha Roy Chowdhury Nitesh Sharma |
| 2007 | Ballygunge Court       | Pinaki Chaudhuri                    | Ganesh Kumar Bagaria                                                       |
| 2008 | Shob Charitro Kalponik | Rituparno Ghosh                     | Reliance Big Pictures                                                      |

Derzeit erhalten Produzent und Regisseur des Gewinnerfilms je einen Rajat Kamal und ein Preisgeld von 100.000 Rupien.